# Siphocampylus densiflorus
Siphocampylus densiflorus är en klockväxtart som beskrevs av Jules Émile Planchon. Siphocampylus densiflorus ingår i släktet Siphocampylus och familjen klockväxter.
Artens utbredningsområde är Colombia. Inga underarter finns listade i Catalogue of Life.